# FIA-GT1-Weltmeisterschaft 2011

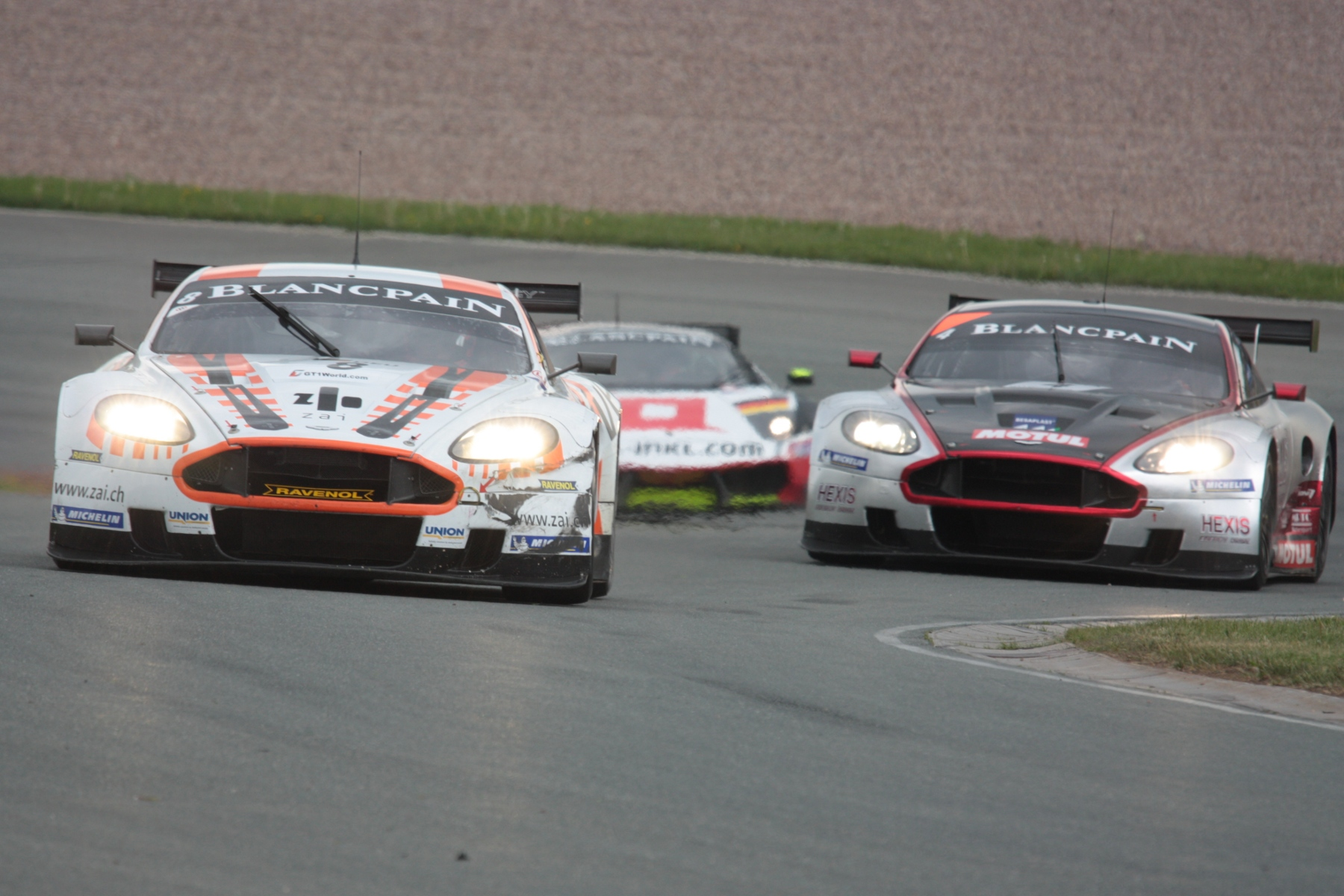
Zwei Aston Martin DBR9 vor einem Lamborghini Murciélago LP670 R-SV auf dem Sachsenring

Die FIA-GT1-Weltmeisterschaft 2011 war die zweite Saison der FIA-GT1-Weltmeisterschaft. Der Saisonstart fand am 26. März 2011 auf dem Yas Marina Circuit in Abu Dhabi und das Saisonfinale am 6. November in San Luis statt.
Insgesamt wurden 20 Rennen an zehn Rennwochenenden in den Vereinigten Arabischen Emiraten, Belgien, Portugal, Deutschland, Großbritannien, Spanien, Frankreich, in der Volksrepublik China und in Argentinien gefahren.
Mit Aston Martin, Chevrolet, Ford, Lamborghini und Nissan traten in dieser Saison fünf Fahrzeughersteller an.
Gesamtsieger wurden Michael Krumm und Lucas Luhr im Nissan GT-R GT1 mit 137 Punkten.

## Geschichte

### Reglement
In der Saison 2011 änderte sich das Reglement an einigen Punkten. Die Punktevergabe des Qualifikationslaufs wurde so angepasst, dass statt den ersten drei Fahrern nun die ersten sechs Fahrer Punkte nach dem Schema 8-6-4-3-2-1 erhielten. Die Punkteverteilung im Meisterschaftslauf blieb dagegen unverändert.
Wegen der Teamkritiken aus der Vorjahres-Saison erlaubte die SRO anstatt der vormals vier Reifensätze in der neuen Saison sechs Reifensätze je Fahrzeug. Durch diese Änderung war es den Teams möglich mehr Trainingsfahrten zu absolvieren.

### Austragungsorte
In der ersten Version des offiziellen Rennkalenders am 10. Dezember 2010 waren neun Veranstaltungen geplant. Von den Rennstrecken der ersten GT1-Weltmeisterschaft blieben Abu Dhabi, Silverstone, Le Castellet, Portimão, Los Arcos und San Luis im Rennkalender. Statt Spa-Francorchamps, Brünn und São Paulo wurden die Strecken Zolder, Ordos und Peking aufgenommen. Kurz vor Saisonbeginn wurde der Sachsenring anstelle des Nürburgrings noch als zehnter Veranstaltungsort im Rennkalender aufgenommen.
Pro Rennwochenende wurden jeweils zwei Läufe ausgetragen, wobei das erste Rennen als Qualifikationslauf für den als zweites Rennen durchgeführten Meisterschaftswertungslauf diente. Alle Rennen erstreckten sich über eine Renndauer von einer Stunde.

### Hersteller
Wegen der im Reglement vorgeschriebenen vier Fahrzeuge und zwei Teams pro Hersteller gingen statt der ursprünglich sechs Marken aus der Vorjahressaison nur fünf Hersteller in der Weltmeisterschaft an den Start.
Sowohl Nissan als auch Ford konnten nur deswegen in der Serie gehalten werden, weil sich ein Team bereit erklärte, vier Fahrzeuge unter zwei verschiedenen Teamnamen einzusetzen. Ebenfalls konnte Chevrolet erst kurz vor Nennschluss mit zwei Teams, die beim Saisonauftakt jedoch nur jeweils ein Fahrzeug einsetzten, weiter in der Rennserie teilnehmen.
Maserati, deren Rennwagen noch 2010 die GT1-Weltmeisterschaft gewann, war nicht mehr vertreten, da das Triple H Team Hegersport sich aus der Rennserie zurückzog und neben dem Team Vitaphone Racing kein weiteres Team einstieg. Letztlich verzichtete Vitaphone Racing auf die Nennung für die Saison 2011.

### Teams
Nach der Saison 2010 zogen sich die Teams Phoenix Racing, Triple H Team Hegersport, Matech Competition und Reiter Engineering aus der GT1-Weltmeisterschaft zurück.
Das im Vorjahr aus der Kooperation zwischen Selleslagh Racing Team und DKR Engineering angetretene Team Mad-Croc Racing wurde aufgelöst und die beiden Teams traten 2011 getrennt voneinander mit der Chevrolet Corvette C6.R an. Das französische Team Selleslagh Racing hatte den Namen einer chinesischen Bank angenommen und startete als Exim Bank Team China.
Die beiden Teams Hexis AMR und Young Driver AMR gingen unverändert wieder für Aston Martin an den Start. All-Inkl.com Münnich Motorsport startete wieder mit dem Lamborghini Murciélago LP670 R-SV in die Saison während das Swiss Racing Team von Nissan zu Lamborghini wechselte.
Für Nissan ging abermals das Team Sumo Power GT an den Start und um das Reglement zu erfüllen, trat es mit einem zweiten Team unter dem Namen JR Motorsports in der Meisterschaft an.
Auch bei Ford kamen beide Teams aus einem Haus. Das Marc VDS Racing Team hatte Belgian Racing gegründet, um wieder in der Saison 2011 mit dem Ford GT1 teilzunehmen.

### Fahrer
Von den Fahrerduos der vergangenen Saison blieb nur eines zusammen. Dominik Schwager und Nicky Pastorelli traten weiterhin zusammen für das Team All-Inkl.com Münnich Motorsport an.
Die anderen Teams setzten sich neu zusammen. Innerhalb des Teams Young Driver AMR wurden Tomáš Enge und Darren Turner nach ihrer erfolgreichen Saison 2010 getrennt. Turner saß nun mit Stefan Mücke in einem Auto. Enge fuhr zusammen mit Alex Müller, der in der vorherigen Saison zuletzt für Triple H Team Hegersport aktiv war.
Im Team Sumo Power GT bekam Michael Krumm mit Lucas Luhr einen neuen Partner. Sein Fahrer-Kollege aus dem letzten Jahr, Peter Dumbreck, bildete nun mit Richard Westbrook, der 2010 noch für Matech Competition startete, ein britisches Duo.
Peter Kox ging von Reiter Engineering zum Swiss Racing Team und Mike Hezemans wechselte mit seiner Corvette von Phoenix Racing zu Exim Bank Team China.
Ricardo Zonta und Enrique Bernoldi, die im Vorjahr noch für das Team Reiter Engineering und das Vitaphone Racing Team starteten, bildeten 2011 bei Sumo Power GT ein neues Fahrerpaar. Marc Hennerici ging von Phoenix Racing und Frédéric Makowiecki wechselte von Hexis AMR zum Marc VDS Racing Team.
Es kamen viele neue Piloten in die Meisterschaft. Neu stiegen unter anderem Stef Dusseldorp und Christian Hohenadel beim Team Hexis AMR ein. Das Team Belgian Racing rekrutierte Vanina Ickx und Antoine Leclerc als neue Fahrer. Markus Winkelhock stieg bei Münnich Motorsport ein und fuhr zusammen mit Marc Basseng. David Brabham kam neu zu Sumo Power GT und ging mit seinem Team-Kollegen Jamie Campbell-Walter an den Start.

## Starterfeld
Folgende Fahrer und Teams sind in der Saison gestartet:
| Nr. | Fahrer                | Team                                | Fahrzeug (Motor)                                          | Reifen | Rennwochenende   |
| --- | --------------------- | ----------------------------------- | --------------------------------------------------------- | ------ | ---------------- |
| 3   | Clivio Piccione       | Hexis AMR                           | Aston Martin DBR9 (Aston Martin 6.0 l V12)                | M      | alle             |
| 3   | Stef Dusseldorp       | Hexis AMR                           | Aston Martin DBR9 (Aston Martin 6.0 l V12)                | M      | alle             |
| 4   | Christian Hohenadel   | Hexis AMR                           | Aston Martin DBR9 (Aston Martin 6.0 l V12)                | M      | alle             |
| 4   | Andrea Piccini        | Hexis AMR                           | Aston Martin DBR9 (Aston Martin 6.0 l V12)                | M      | alle             |
| 5   | Karl Wendlinger       | Swiss Racing Team                   | Lamborghini Murciélago LP670 R-SV (Lamborghini 6.5 l V12) | M      | 1–4              |
| 5   | Peter Kox             | Swiss Racing Team                   | Lamborghini Murciélago LP670 R-SV (Lamborghini 6.5 l V12) | M      | 1–4              |
| 6   | Max Nilsson           | Swiss Racing Team                   | Lamborghini Murciélago LP670 R-SV (Lamborghini 6.5 l V12) | M      | 1–4              |
| 6   | Jiří Janák            | Swiss Racing Team                   | Lamborghini Murciélago LP670 R-SV (Lamborghini 6.5 l V12) | M      | 1–4              |
| 7   | Tomáš Enge            | Young Driver AMR                    | Aston Martin DBR9 (Aston Martin 6.0 l V12)                | M      | alle             |
| 7   | Alex Müller           | Young Driver AMR                    | Aston Martin DBR9 (Aston Martin 6.0 l V12)                | M      | alle             |
| 8   | Stefan Mücke          | Young Driver AMR                    | Aston Martin DBR9 (Aston Martin 6.0 l V12)                | M      | alle             |
| 8   | Darren Turner         | Young Driver AMR                    | Aston Martin DBR9 (Aston Martin 6.0 l V12)                | M      | alle             |
| 9   | Antoine Leclerc       | Belgian Racing                      | Ford GT1 (Ford Cammer 5.3 l V8)                           | M      | 1                |
| 9   | Fabien Giroix         | Belgian Racing                      | Ford GT1 (Ford Cammer 5.3 l V8)                           | M      | 1                |
| 9   | Vanina Ickx           | Belgian Racing                      | Ford GT1 (Ford Cammer 5.3 l V8)                           | M      | 2–7              |
| 9   | Mathias Beche         | Belgian Racing                      | Ford GT1 (Ford Cammer 5.3 l V8)                           | M      | 2                |
| 9   | Christoffer Nygaard   | Belgian Racing                      | Ford GT1 (Ford Cammer 5.3 l V8)                           | M      | 3–10             |
| 9   | Jonathan Hirschi      | Belgian Racing                      | Ford GT1 (Ford Cammer 5.3 l V8)                           | M      | 8–10             |
| 10  | Martin Matzke         | Belgian Racing                      | Ford GT1 (Ford Cammer 5.3 l V8)                           | M      | 1–3              |
| 10  | Miloš Pavlović        | Belgian Racing                      | Ford GT1 (Ford Cammer 5.3 l V8)                           | M      | 1–2              |
| 10  | Antoine Leclerc       | Belgian Racing                      | Ford GT1 (Ford Cammer 5.3 l V8)                           | M      | 3–10             |
| 10  | Yann Clairay          | Belgian Racing                      | Ford GT1 (Ford Cammer 5.3 l V8)                           | M      | 4, 6–9           |
| 10  | Markus Palttala       | Belgian Racing                      | Ford GT1 (Ford Cammer 5.3 l V8)                           | M      | 5, 10            |
| 11  | Mike Hezemans         | Exim Bank Team China                | Chevrolet Corvette C6.R (Corvette LS7.R 7.0 l V8)         | M      | 1–7              |
| 11  | Nick Catsburg         | Exim Bank Team China                | Chevrolet Corvette C6.R (Corvette LS7.R 7.0 l V8)         | M      | 1-4              |
| 11  | Andreas Zuber         | Exim Bank Team China                | Chevrolet Corvette C6.R (Corvette LS7.R 7.0 l V8)         | M      | 5, 7             |
| 11  | Nico Verdonck         | Exim Bank Team China                | Chevrolet Corvette C6.R (Corvette LS7.R 7.0 l V8)         | M      | 6                |
| 11  | Ho-Pin Tung           | Exim Bank Team China                | Chevrolet Corvette C6.R (Corvette LS7.R 7.0 l V8)         | M      | 8, 9             |
| 11  | Jeroen den Boer       | Exim Bank Team China                | Chevrolet Corvette C6.R (Corvette LS7.R 7.0 l V8)         | M      | 8, 9             |
| 11  | Yelmer Buurman        | Exim Bank Team China                | Chevrolet Corvette C6.R (Corvette LS7.R 7.0 l V8)         | M      | 10               |
| 11  | Francesco Pastorelli  | Exim Bank Team China                | Chevrolet Corvette C6.R (Corvette LS7.R 7.0 l V8)         | M      | 10               |
| 12  | Michaël Rossi         | Exim Bank Team China                | Chevrolet Corvette C6.R (Corvette LS7.R 7.0 l V8)         | M      | 8–10             |
| 12  | Sérgio Jimenez        | Exim Bank Team China                | Chevrolet Corvette C6.R (Corvette LS7.R 7.0 l V8)         | M      | 8                |
| 12  | Nico Verdonck         | Exim Bank Team China                | Chevrolet Corvette C6.R (Corvette LS7.R 7.0 l V8)         | M      | 9, 10            |
| 20  | Enrique Bernoldi      | Sumo Power GT                       | Nissan GT-R GT1 (Nissan VK56DE 5.6 l V8)                  | M      | alle             |
| 20  | Ricardo Zonta         | Sumo Power GT                       | Nissan GT-R GT1 (Nissan VK56DE 5.6 l V8)                  | M      | 1–3              |
| 20  | Warren Hughes         | Sumo Power GT                       | Nissan GT-R GT1 (Nissan VK56DE 5.6 l V8)                  | M      | 4, 5             |
| 20  | Nick Catsburg         | Sumo Power GT                       | Nissan GT-R GT1 (Nissan VK56DE 5.6 l V8)                  | M      | 6–10             |
| 21  | David Brabham         | Sumo Power GT                       | Nissan GT-R GT1 (Nissan VK56DE 5.6 l V8)                  | M      | alle             |
| 21  | Jamie Campbell-Walter | Sumo Power GT                       | Nissan GT-R GT1 (Nissan VK56DE 5.6 l V8)                  | M      | alle             |
| 22  | Peter Dumbreck        | JR Motorsports                      | Nissan GT-R GT1 (Nissan VK56DE 5.6 l V8)                  | M      | alle             |
| 22  | Richard Westbrook     | JR Motorsports                      | Nissan GT-R GT1 (Nissan VK56DE 5.6 l V8)                  | M      | alle             |
| 23  | Michael Krumm         | JR Motorsports                      | Nissan GT-R GT1 (Nissan VK56DE 5.6 l V8)                  | M      | alle             |
| 23  | Lucas Luhr            | JR Motorsports                      | Nissan GT-R GT1 (Nissan VK56DE 5.6 l V8)                  | M      | alle             |
| 37  | Dominik Schwager      | All-Inkl.com Münnich Motorsport     | Lamborghini Murciélago LP670 R-SV (Lamborghini 6.5 l V12) | M      | alle             |
| 37  | Nicky Pastorelli      | All-Inkl.com Münnich Motorsport     | Lamborghini Murciélago LP670 R-SV (Lamborghini 6.5 l V12) | M      | alle             |
| 38  | Marc Basseng          | All-Inkl.com Münnich Motorsport     | Lamborghini Murciélago LP670 R-SV (Lamborghini 6.5 l V12) | M      | alle             |
| 38  | Markus Winkelhock     | All-Inkl.com Münnich Motorsport     | Lamborghini Murciélago LP670 R-SV (Lamborghini 6.5 l V12) | M      | alle             |
| 40  | Bas Leinders          | Marc VDS Racing Team                | Ford GT1 (Ford Cammer 5.3 l V8)                           | M      | alle             |
| 40  | Marc Hennerici        | Marc VDS Racing Team                | Ford GT1 (Ford Cammer 5.3 l V8)                           | M      | 1–9              |
| 40  | Ricardo Risatti       | Marc VDS Racing Team                | Ford GT1 (Ford Cammer 5.3 l V8)                           | M      | 10               |
| 41  | Maxime Martin         | Marc VDS Racing Team                | Ford GT1 (Ford Cammer 5.3 l V8)                           | M      | alle             |
| 41  | Frédéric Makowiecki   | Marc VDS Racing Team                | Ford GT1 (Ford Cammer 5.3 l V8)                           | M      | 1, 2, 4, 5, 7, 8 |
| 41  | Yann Clairay          | Marc VDS Racing Team                | Ford GT1 (Ford Cammer 5.3 l V8)                           | M      | 3, 10            |
| 41  | Bertrand Baguette     | Marc VDS Racing Team                | Ford GT1 (Ford Cammer 5.3 l V8)                           | M      | 6, 9             |
| 47  | Michaël Rossi         | DKR Engineering DKR www-discount.de | Chevrolet Corvette C6.R (Corvette LS7.R 7.0 l V8)         | M      | 1–3, 5–7         |
| 47  | Jaime Camara          | DKR Engineering DKR www-discount.de | Chevrolet Corvette C6.R (Corvette LS7.R 7.0 l V8)         | M      | 1, 2             |
| 47  | Matteo Bobbi          | DKR Engineering DKR www-discount.de | Chevrolet Corvette C6.R (Corvette LS7.R 7.0 l V8)         | M      | 3                |
| 47  | Dimitri Enjalbert     | DKR Engineering DKR www-discount.de | Chevrolet Corvette C6.R (Corvette LS7.R 7.0 l V8)         | M      | 5–7              |
| 47  | Benjamin Leuenberger  | DKR Engineering DKR www-discount.de | Lamborghini Murciélago LP670 R-SV (Lamborghini 6.5 l V12) | M      | 8, 9             |
| 47  | Manuel Lauck          | DKR Engineering DKR www-discount.de | Lamborghini Murciélago LP670 R-SV (Lamborghini 6.5 l V12) | M      | 8–10             |
| 47  | Christopher Haase     | DKR Engineering DKR www-discount.de | Lamborghini Murciélago LP670 R-SV (Lamborghini 6.5 l V12) | M      | 10               |
| 48  | Jonathan Kennard      | DKR Engineering DKR www-discount.de | Lamborghini Murciélago LP670 R-SV (Lamborghini 6.5 l V12) | M      | 8–10             |
| 48  | Christopher Brück     | DKR Engineering DKR www-discount.de | Lamborghini Murciélago LP670 R-SV (Lamborghini 6.5 l V12) | M      | 8–10             |

## Rennkalender und Ergebnisse
| Runde | Runde   | Rennstrecke                        | Datum         | Pole-Position                       | Schnellste Runde                    | Sieger                              | Fahrzeug                          |
| ----- | ------- | ---------------------------------- | ------------- | ----------------------------------- | ----------------------------------- | ----------------------------------- | --------------------------------- |
| 1     | Q.-Lauf | Yas Marina Circuit                 | 26. März      | Nicky Pastorelli Dominik Schwager   |                                     | Maxime Martin Frédéric Makowiecki   | Ford GT1                          |
| 1     | W.-Lauf | Yas Marina Circuit                 | 26. März      | Maxime Martin Frédéric Makowiecki   | Maxime Martin                       | Clivio Piccione Stef Dusseldorp     | Aston Martin DBR9                 |
| 2     | Q.-Lauf | Circuit Zolder                     | 10. April     | Dominik Schwager Nicky Pastorelli   |                                     | Marc Basseng Markus Winkelhock      | Lamborghini Murciélago LP670 R-SV |
| 2     | W.-Lauf | Circuit Zolder                     | 10. April     | Marc Basseng Markus Winkelhock      | Darren Turner Stefan Mücke          | Marc Basseng Markus Winkelhock      | Lamborghini Murciélago LP670 R-SV |
| 3     | Q.-Lauf | Autódromo Internacional do Algarve | 8. Mai        | Peter Dumbreck Richard Westbrook    |                                     | Peter Dumbreck Richard Westbrook    | Nissan GT-R GT1                   |
| 3     | W.-Lauf | Autódromo Internacional do Algarve | 8. Mai        | Peter Dumbreck Richard Westbrook    | Peter Dumbreck Richard Westbrook    | Lucas Luhr Michael Krumm            | Nissan GT-R GT1                   |
| 4     | Q.-Lauf | Sachsenring                        | 15. Mai       | Nicky Pastorelli Dominik Schwager   |                                     | Maxime Martin Frédéric Makowiecki   | Ford GT1                          |
| 4     | W.-Lauf | Sachsenring                        | 15. Mai       | Maxime Martin Frédéric Makowiecki   | Mike Hezemans Nick Catsburg         | Andrea Piccini Christian Hohenadel  | Aston Martin DBR9                 |
| 5     | Q.-Lauf | Silverstone Circuit                | 5. Juni       | Mike Hezemans Andreas Zuber         |                                     | Tomáš Enge Alex Müller              | Aston Martin DBR9                 |
| 5     | W.-Lauf | Silverstone Circuit                | 5. Juni       | Tomáš Enge Alex Müller              | Michael Krumm Lucas Luhr            | Michael Krumm Lucas Luhr            | Nissan GT-R GT1                   |
| 6     | Q.-Lauf | Circuito de Navarra                | 3. Juli       | Markus Winkelhock Marc Basseng      |                                     | Markus Winkelhock Marc Basseng      | Lamborghini Murciélago LP670 R-SV |
| 6     | W.-Lauf | Circuito de Navarra                | 3. Juli       | Markus Winkelhock Marc Basseng      | Dominik Schwager Nicky Pastorelli   | Dominik Schwager Nicky Pastorelli   | Lamborghini Murciélago LP670 R-SV |
| 7     | Q.-Lauf | Circuit Paul Ricard                | 17. Juli      | Richard Westbrook Peter Dumbreck    |                                     | Michael Krumm Lucas Luhr            | Nissan GT-R GT1                   |
| 7     | W.-Lauf | Circuit Paul Ricard                | 17. Juli      | Michael Krumm Lucas Luhr            | Jamie Campbell-Walter David Brabham | Michael Krumm Lucas Luhr            | Nissan GT-R GT1                   |
| 8     | Q.-Lauf | Ordos International Circuit        | 4. September  | Maxime Martin Frédéric Makowiecki   |                                     | Maxime Martin Frédéric Makowiecki   | Ford GT1                          |
| 8     | W.-Lauf | Ordos International Circuit        | 4. September  | Maxime Martin Frédéric Makowiecki   | Peter Dumbreck Richard Westbrook    | Maxime Martin Frédéric Makowiecki   | Ford GT1                          |
| 9     | Q.-Lauf | Goldenport Circuit                 | 11. September | Maxime Martin Bertrand Baguette     |                                     | Tomáš Enge Alex Müller              | Aston Martin DBR9                 |
| 9     | W.-Lauf | Goldenport Circuit                 | 11. September | Tomáš Enge Alex Müller              | Maxime Martin Bertrand Baguette     | Stefan Mücke Darren Turner          | Aston Martin DBR9                 |
| 10    | Q.-Lauf | Potrero de los Funes Circuit       | 6. November   | Lucas Luhr Michael Krumm            |                                     | Francesco Pastorelli Yelmer Buurman | Chevrolet Corvette C6.R           |
| 10    | W.-Lauf | Potrero de los Funes Circuit       | 6. November   | Francesco Pastorelli Yelmer Buurman |                                     | Francesco Pastorelli Yelmer Buurman | Chevrolet Corvette C6.R           |

## Meisterschaftsergebnisse

### Punktesystem
Die ersten sechs Positionen im Qualifikationslauf sowie die ersten zehn Positionen im Meisterschaftslauf wurden mit Punkten bedacht. Um gewertet zu werden, mussten 75 % der Renndistanz absolviert werden. Fahrer mussten das Fahrzeug mindestens 25 Minuten fahren, um für das Rennen punkteberechtigt zu sein.
| Punktesystem       | Punktesystem | Punktesystem | Punktesystem | Punktesystem | Punktesystem | Punktesystem | Punktesystem | Punktesystem | Punktesystem | Punktesystem |
| Rennen             | Platz        | Platz        | Platz        | Platz        | Platz        | Platz        | Platz        | Platz        | Platz        | Platz        |
| Rennen             | 1.           | 2.           | 3.           | 4.           | 5.           | 6.           | 7.           | 8.           | 9.           | 10.          |
| ------------------ | ------------ | ------------ | ------------ | ------------ | ------------ | ------------ | ------------ | ------------ | ------------ | ------------ |
| Qualifikationslauf | 8            | 6            | 4            | 3            | 2            | 1            | 0            | 0            | 0            | 0            |
| Meisterschaftslauf | 25           | 18           | 15           | 12           | 10           | 8            | 6            | 4            | 2            | 1            |

### Fahrerwertung
| Platz | Fahrer                | ABU | ABU | ZOL | ZOL | ALG | ALG | SAC | SAC | SIL | SIL | NAV | NAV | PRI | PRI | ORD | ORD | BEI | BEI | SAN | SAN | Punkte |
| ----- | --------------------- | --- | --- | --- | --- | --- | --- | --- | --- | --- | --- | --- | --- | --- | --- | --- | --- | --- | --- | --- | --- | ------ |
| 1     | Michael Krumm         | 3   | 14  | 7   | 9   | 2   | 1   | 11  | 9   | 2   | 1   | 9   | 6   | 1   | 1   | 11  | 9   | 4   | 3   | 2   | DNF | 137    |
| 1     | Lucas Luhr            | 3   | 14  | 7   | 9   | 2   | 1   | 11  | 9   | 2   | 1   | 9   | 6   | 1   | 1   | 11  | 9   | 4   | 3   | 2   | DNF | 137    |
| 2     | Stefan Mücke          | DNF | 5   | DNF | 7   | 4   | 2   | 3   | 3   | DNF | DNF | 6   | DNF | 3   | 2   | 7   | 5   | 2   | 1   | DNS | DNS | 120    |
| 2     | Darren Turner         | DNF | 5   | DNF | 7   | 4   | 2   | 3   | 3   | DNF | DNF | 6   | DNF | 3   | 2   | 7   | 5   | 2   | 1   | DNS | DNS | 120    |
| 3     | Christian Hohenadel   | 9   | 4   | 10  | 2   | 11  | 8   | 5   | 1   | 10  | DNF | 5   | 5   | 6   | 5   | 8   | 4   | 3   | 10  | 14  | 5   | 111    |
| 3     | Andrea Piccini        | 9   | 4   | 10  | 2   | 11  | 8   | 5   | 1   | 10  | DNF | 5   | 5   | 6   | 5   | 8   | 4   | 3   | 10  | 14  | 5   | 111    |
| 4     | Tomáš Enge            | DNF | 6   | 3   | 3   | DNF | DNF | 10  | DNF | 1   | 2   | DNF | 13  | 2   | 3   | 16  | 14  | 1   | 2   | 5   | 10  | 103    |
| 4     | Alex Müller           | DNF | 6   | 3   | 3   | DNF | DNF | 10  | DNF | 1   | 2   | DNF | 13  | 2   | 3   | 16  | 14  | 1   | 2   | 5   | 10  | 103    |
| 5     | Marc Basseng          | 6   | 3   | 1   | 1   | 7   | 6   | 9   | DNF | DNF | 5   | 1   | 2   | 7   | 8   | DSQ | 8   | 12  | DNF | 6   | DNF | 102    |
| 5     | Markus Winkelhock     | 6   | 3   | 1   | 1   | 7   | 6   | 9   | DNF | DNF | 5   | 1   | 2   | 7   | 8   | DSQ | 8   | 12  | DNF | 6   | DNF | 102    |
| 6     | Maxime Martin         | 1   | 8   | 5   | 8   | 6   | DNF | 1   | DNF | NC  | DNF | 3   | 4   | 5   | 6   | 1   | 1   | DNF | 4   | 15  | 11  | 98     |
| 7     | Clivio Piccione       | 5   | 1   | 6   | 6   | 13  | DNF | 2   | 11  | 5   | 4   | 10  | 8   | DNF | 11  | 4   | 3   | 5   | DNF | 8   | 3   | 95     |
| 7     | Stef Dusseldorp       | 5   | 1   | 6   | 6   | 13  | DNF | 2   | 11  | 5   | 4   | 10  | 8   | DNF | 11  | 4   | 3   | 5   | DNF | 8   | 3   | 95     |
| 8     | Dominik Schwager      | DNF | 11  | DNF | DNF | 5   | 4   | 7   | 2   | 6   | 10  | 2   | 1   | DNF | 9   | 6   | 6   | 9   | DNF | 3   | DNF | 80     |
| 8     | Nicky Pastorelli      | DNF | 11  | DNF | DNF | 5   | 4   | 7   | 2   | 6   | 10  | 2   | 1   | DNF | 9   | 6   | 6   | 9   | DNF | 3   | DNF | 80     |
| 9     | Peter Dumbreck        | 2   | 2   | DNF | DNF | 1   | 12  | 6   | 7   | DNF | DNF | 7   | 9   | 4   | DNF | 2   | 2   | 7   | 7   | NC  | 8   | 78     |
| 9     | Richard Westbrook     | 2   | 2   | DNF | DNF | 1   | 12  | 6   | 7   | DNF | DNF | 7   | 9   | 4   | DNF | 2   | 2   | 7   | 7   | NC  | 8   | 78     |
| 10    | David Brabham         | 8   | 9   | 11  | DNF | 3   | 3   | 8   | 5   | DNF | DNF | 4   | 3   | 9   | 4   | 3   | 7   | 11  | 8   | 7   | DNF | 75     |
| 10    | Jamie Campbell-Walter | 8   | 9   | 11  | DNF | 3   | 3   | 8   | 5   | DNF | DNF | 4   | 3   | 9   | 4   | 3   | 7   | 11  | 8   | 7   | DNF | 75     |
| 11    | Frédéric Makowiecki   | 1   | 8   | 5   | 8   |     |     | 1   | DNF | NC  | DNF |     |     | 5   | 6   | 1   | 1   |     |     |     |     | 69     |
| 12    | Enrique Bernoldi      | 4   | DNF | 12  | DNF | 8   | 7   | 4   | 4   | 4   | 7   | DNF | 12  | 10  | 7   | 5   | DNF | 10  | 6   | 4   | 4   | 64     |
| 13    | Nick Catsburg         | 7   | 10  | 2   | 5   | 9   | 9   | DNF | 6   |     |     | DNF | 12  | 10  | 7   | 5   | DNF | 10  | 6   | 4   | 4   | 58     |
| 14    | Mike Hezemans         | 7   | 10  | 2   | 5   | 9   | 9   | DNF | 6   | 3   | 3   | DNF | DNF | DNF | DNF |     |     |     |     |     |     | 46     |
| 15    | Yelmer Buurman        |     |     |     |     |     |     |     |     |     |     |     |     |     |     |     |     |     |     | 1   | 1   | 33     |
| 15    | Francesco Pastorelli  |     |     |     |     |     |     |     |     |     |     |     |     |     |     |     |     |     |     | 1   | 1   | 33     |
| 16    | Karl Wendlinger       | 10  | 7   | 4   | 4   | 10  | 5   | 12  | DNF |     |     |     |     |     |     |     |     |     |     |     |     | 31     |
| 16    | Peter Kox             | 10  | 7   | 4   | 4   | 10  | 5   | 12  | DNF |     |     |     |     |     |     |     |     |     |     |     |     | 31     |
| 17    | Bertrand Baguette     |     |     |     |     |     |     |     |     |     |     | 3   | 4   |     |     |     |     | DNF | 4   |     |     | 28     |
| 18    | Warren Hughes         |     |     |     |     |     |     | 4   | 4   | 4   | 7   |     |     |     |     |     |     |     |     |     |     | 24     |
| 19    | Manuel Lauck          |     |     |     |     |     |     |     |     |     |     |     |     |     |     | 12  | 15  | 13  | 9   | 9   | 2   | 20     |
| 20    | Andreas Zuber         |     |     |     |     |     |     |     |     | 3   | 3   |     |     | DNF | DNF |     |     |     |     |     |     | 19     |
| 21    | Christopher Haase     |     |     |     |     |     |     |     |     |     |     |     |     |     |     |     |     |     |     | 9   | 2   | 18     |
| 21    | Bas Leinders          | 11  | DNS | DNF | 10  | DNF | 10  | DNF | 8   | 11  | 6   | 12  | 10  | DNF | 12  | 10  | 10  | DNF | DNF | DNF | 9   | 18     |
| 22    | Michaël Rossi         | DNF | 13  | 9   | DNF | 15  | DNF |     |     | 9   | DNF | 8   | 7   | 8   | 10  | 15  | 16  | 8   | 5   | 11  | DNF | 17     |
| 23    | Marc Hennerici        | 11  | DNS | DNF | 10  | DNF | 10  | DNF | 8   | 11  | 6   | 12  | 10  | DNF | 12  | 10  | 10  | DNF | DNF |     |     | 16     |
| 24    | Antoine Leclerc       | 14  | DNF |     |     | 16  | DNF | 13  | 10  | 8   | 8   | DNF | DNF | DNF | DNF | 13  | 11  | DNF | DNF | 10  | 6   | 13     |
| 25    | Markus Palttala       |     |     |     |     |     |     |     |     | 8   | 8   |     |     |     |     |     |     |     |     | 10  | 6   | 12     |
| 26    | Nico Verdonck         |     |     |     |     |     |     |     |     |     |     | DNF | DNF |     |     |     |     | 8   | 5   | 11  | DNF | 10     |
| 27    | Ricardo Zonta         | 4   | DNF | 12  | DNF | 8   | 7   |     |     |     |     |     |     |     |     |     |     |     |     |     |     | 9      |
| 27    | Christoffer Nygaard   |     |     |     |     | 14  | 11  | DNF | DNF | 7   | 9   | 11  | 11  | DNF | 13  | 9   | DNF | 6   | DNF | 12  | 7   | 9      |
| 28    | Jonathan Hirschi      |     |     |     |     |     |     |     |     |     |     |     |     |     |     | 9   | DNF | 6   | DNF | 12  | 7   | 7      |
| 28    | Dimitri Enjalbert     |     |     |     |     |     |     |     |     | 9   | DNF | 8   | 7   | 8   | 10  |     |     |     |     |     |     | 7      |
| 29    | Yann Clairay          |     |     |     |     | 6   | DNF | 13  | 10  |     |     | DNF | DNF | DNF | DNF | 13  | 11  | DNF | DNF | 15  | 11  | 2      |
| 29    | Vanina Ickx           |     |     | DNF | DNF | 14  | 11  | DNF | DNF | 7   | 9   | 11  | 11  | DNF | 13  |     |     |     |     |     |     | 2      |
| 29    | Benjamin Leuenberger  |     |     |     |     |     |     |     |     |     |     |     |     |     |     | 12  | 15  | 13  | 9   |     |     | 2      |
| 29    | Ricardo Risatti       |     |     |     |     |     |     |     |     |     |     |     |     |     |     |     |     |     |     | DNF | 9   | 2      |
| 30    | Max Nilsson           | 13  | DNF | 8   | DNS | 12  | DNF | DNF | DNF |     |     |     |     |     |     |     |     |     |     |     |     | 0      |
| 30    | Jiří Janák            | 13  | DNF | 8   | DNS | 12  | DNF | DNF | DNF |     |     |     |     |     |     |     |     |     |     |     |     | 0      |
| 30    | Jaime Camara          | DNF | 13  | 9   | DNF |     |     |     |     |     |     |     |     |     |     |     |     |     |     |     |     | 0      |
| 30    | Martin Matzke         | 12  | 12  | DNF | 11  | 16  | DNF |     |     |     |     |     |     |     |     |     |     |     |     |     |     | 0      |
| 30    | Miloš Pavlović        | 12  | 12  | DNF | 11  |     |     |     |     |     |     |     |     |     |     |     |     |     |     |     |     | 0      |
| 30    | Ho-Pin Tung           |     |     |     |     |     |     |     |     |     |     |     |     |     |     | DNF | 12  | 14  | 11  |     |     | 0      |
| 30    | Jeroen den Boer       |     |     |     |     |     |     |     |     |     |     |     |     |     |     | DNF | 12  | 14  | 11  |     |     | 0      |
| 30    | Jonathan Kennard      |     |     |     |     |     |     |     |     |     |     |     |     |     |     | 14  | 13  | DNF | DNF | 13  | DNF | 0      |
| 30    | Christopher Brück     |     |     |     |     |     |     |     |     |     |     |     |     |     |     | 14  | 13  | DNF | DNF | 13  | DNF | 0      |
| 30    | Fabien Giroix         | 14  | DNF |     |     |     |     |     |     |     |     |     |     |     |     |     |     |     |     |     |     | 0      |
| 30    | Sérgio Jimenez        |     |     |     |     |     |     |     |     |     |     |     |     |     |     | 15  | 16  |     |     |     |     | 0      |
| 30    | Matteo Bobbi          |     |     |     |     | 15  | DNF |     |     |     |     |     |     |     |     |     |     |     |     |     |     | 0      |
| 30    | Mathias Beche         |     |     | DNF | DNF |     |     |     |     |     |     |     |     |     |     |     |     |     |     |     |     | 0      |
| Platz | Fahrer                | ABU | ABU | ZOL | ZOL | ALG | ALG | SAC | SAC | SIL | SIL | NAV | NAV | PRI | PRI | ORD | ORD | BEI | BEI | SAN | SAN | Punkte |

| Legende  | Legende            | Legende                                                          |
| Farbe    | Abkürzung          | Bedeutung                                                        |
| -------- | ------------------ | ---------------------------------------------------------------- |
| Gold     | –                  | Sieg                                                             |
| Silber   | –                  | 2. Platz                                                         |
| Bronze   | –                  | 3. Platz                                                         |
| Grün     | –                  | Platzierung in den Punkten                                       |
| Blau     | –                  | Klassifiziert außerhalb der Punkteränge                          |
| Violett  | DNF                | Rennen nicht beendet (did not finish)                            |
| Violett  | NC                 | nicht klassifiziert (not classified)                             |
| Rot      | DNQ                | nicht qualifiziert (did not qualify)                             |
| Rot      | DNPQ               | in Vorqualifikation gescheitert (did not pre-qualify)            |
| Schwarz  | DSQ                | disqualifiziert (disqualified)                                   |
| Weiß     | DNS                | nicht am Start (did not start)                                   |
| Weiß     | WD                 | zurückgezogen (withdrawn)                                        |
| Hellblau | PO                 | nur am Training teilgenommen (practiced only)                    |
| Hellblau | TD                 | Freitags-Testfahrer (test driver)                                |
| ohne     | DNP                | nicht am Training teilgenommen (did not practice)                |
| ohne     | INJ                | verletzt oder krank (injured)                                    |
| ohne     | EX                 | ausgeschlossen (excluded)                                        |
| ohne     | DNA                | nicht erschienen (did not arrive)                                |
| ohne     | C                  | Rennen abgesagt (cancelled)                                      |
| ohne     | keine WM-Teilnahme |                                                                  |
| sonstige | P/fett             | Pole-Position                                                    |
| sonstige | 1/2/3/4/5/6/7/8    | Punktplatzierung im Sprint-/Qualifikationsrennen                 |
| sonstige | SR/kursiv          | Schnellste Rennrunde                                             |
| sonstige | *                  | nicht im Ziel, aufgrund der zurückgelegten Distanz aber gewertet |
| sonstige | ()                 | Streichresultate                                                 |
| sonstige | unterstrichen      | Führender in der Gesamtwertung                                   |

### Teamwertung
| Platz | Team                            | ABU | ABU | ZOL | ZOL | ALG | ALG | SAC | SAC | SIL | SIL | NAV | NAV | PRI | PRI | ORD | ORD | BEI | BEI | SAN | SAN | Punkte |
| ----- | ------------------------------- | --- | --- | --- | --- | --- | --- | --- | --- | --- | --- | --- | --- | --- | --- | --- | --- | --- | --- | --- | --- | ------ |
| 1     | Young Driver AMR                | 0   | 18  | 4   | 21  | 3   | 18  | 4   | 15  | 8   | 18  | 1   | 0   | 10  | 33  | 0   | 10  | 14  | 43  | 2   | 1   | 223    |
| 2     | JR Motorsports                  | 10  | 18  | 0   | 2   | 14  | 25  | 1   | 8   | 6   | 25  | 0   | 10  | 11  | 25  | 6   | 20  | 3   | 21  | 6   | 4   | 215    |
| 3     | Hexis AMR                       | 2   | 37  | 1   | 26  | 0   | 4   | 8   | 25  | 2   | 12  | 2   | 14  | 1   | 10  | 3   | 27  | 6   | 1   | 0   | 25  | 206    |
| 4     | All-Inkl.com Münnich Motorsport | 1   | 15  | 8   | 25  | 2   | 20  | 0   | 18  | 1   | 11  | 14  | 43  | 0   | 6   | 1   | 12  | 0   | 0   | 5   | 0   | 182    |
| 5     | Sumo Power GT                   | 3   | 2   | 0   | 0   | 4   | 21  | 3   | 22  | 3   | 6   | 3   | 15  | 0   | 18  | 6   | 6   | 0   | 12  | 3   | 12  | 139    |
| 6     | Marc VDS Racing Team            | 8   | 4   | 2   | 5   | 1   | 1   | 8   | 4   | 0   | 8   | 4   | 13  | 2   | 8   | 8   | 26  | 0   | 12  | 0   | 2   | 116    |
| 7     | Swiss Racing Team               | 0   | 6   | 3   | 12  | 0   | 10  | 0   | 0   |     |     |     |     |     |     |     |     |     |     |     |     | 31     |
| 8     | Belgian Racing                  | 0   | 0   | 0   | 0   | 0   | 0   | 0   | 1   | 0   | 6   | 0   | 0   | 0   | 0   | 0   | 0   | 1   | 0   | 0   | 14  | 22     |